# Scala Allport
La scala Allport (dall'inglese Allport's Scale) è una scala usata per misurare la forza del pregiudizio in una società. Sono valutati gli atteggiamenti seguiti dall'in-group (gruppo dominante), nei confronti di coloro che vengono visti o considerati facenti parte dell'out-group (gruppo minoritario, esterno). È indicata anche come scala del pregiudizio e della discriminazione di Allport o scala del pregiudizio di Allport. È stata ideata dallo psicologo Gordon Allport nel 1954.

## La scala
I punti della scala del pregiudizio di Allport vanno da 1 a 5.
1. Anti-locuzione: l'antilocuzione si verifica quando un gruppo, al proprio interno, si esprime liberamente, in modo negativo, contro un gruppo a esso esterno[2]. L'incitamento all'odio è incluso in questa fase.[3] Anche se la stessa anti-locuzione potrebbe non essere dannosa, potrebbe preparare il terreno a sbocchi più severi per i pregiudizi.
2. Evitare: i membri del gruppo evitano costantemente le persone appartenenti all'out-group.[2] Anche se non c'è alcun danno diretto si viene a creare un danno psicologico, spesso dovuto all'isolamento.
3. Discriminazione: l'out-gruoup viene discriminato negando loro opportunità e servizi, mettendo in discussione i pregiudizi[2]. I comportamenti hanno l'intenzione di svantaggiare l'altro gruppo impedendo loro di raggiungere obiettivi, ottenere istruzione o lavoro, ecc... Esempi includono leggi di Jim Crow negli Stati Uniti, lo Statuto di Kilkenny nell'Irlanda britannica, Apartheid in Sudafrica e leggi antisemitiche in Medio Oriente.
4. Attacco fisico: l'in-group vandalizza, brucia o distrugge e attacca le proprietà e gli individui associati al'out-group[2]. Gli esempi includono i pogrom contro gli ebrei in Europa, i linciaggi dei neri e degli italiani negli Stati Uniti e le continue violenze contro gli indù in Pakistan.
5. Sterminio: l'in-group cerca lo sterminio o la rimozione dell'outgroup.[2] Cercano di eliminare la totalità o una grande frazione del gruppo di persone indesiderate. Esempi includono il genocidio cambogiano, la soluzione finale nella Germania nazista, il genocidio ruandese, il genocidio armeno, il genocidio degli elleni e la pulizia etnica nella guerra bosniaca.

Questa scala non deve essere confusa con la Scala di orientamento religiosa di Allport e Ross (1967), che è una misura della maturità della convinzione religiosa di un individuo.